# ノア・エンバンバ
ノア・エンバンバ＝ムアンダ（Noah Mbamba-Muanda、2005年1月5日 - ）は、ベルギー・イクセル出身のサッカー選手。ブンデスリーガ・バイエル・レバークーゼン所属。ポジションはDFまたはMF。

## クラブ経歴
2020年にクラブ・ブルッヘの下部組織へ入団し、2021年5月23日、KRCヘンクとのリーグ戦にて16歳でトップチームデビューを果たした。
2023年1月14日、移籍金非公開でバイエル・レバークーゼンへ移籍し、5年契約を結んだ。

## タイトル
クラブ・ブルッヘ
- ベルギー・スーパーカップ: 2021

バイエル・レバークーゼン
- ブンデスリーガ: 2023-24